# Waldbahn Moldovița
Die Waldbahn Moldovița ist eine Schmalspurbahn in Moldovița, Rumänien, nördlich von Câmpulung Moldovenesc im Kreis Suceava. Sie wurde früher, wie alle rumänischen Waldbahnen, von der staatlichen Gesellschaft Căile Ferate Forestiere (CFF) betrieben. Ein Teilstück wurde als touristische Museumsbahn wieder in Betrieb genommen.

## Geschichte

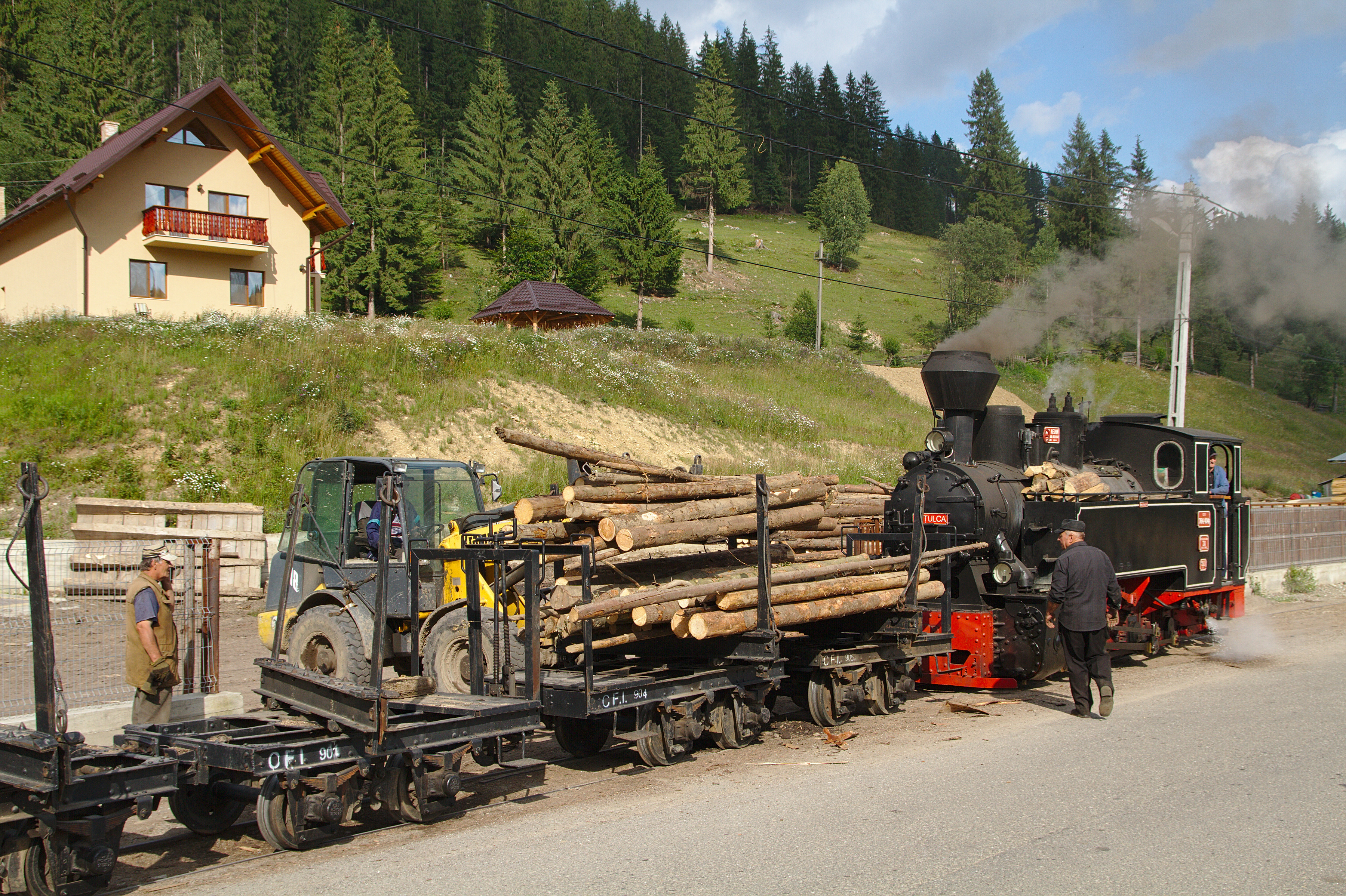
Waldbahnbetrieb für den Eigenbedarf: Verladung von Brennholz an einem Sägewerk an der Strecke, Juli 2013

Erstes Teilstück der Bahn war der 24 Kilometer lange Abschnitt zwischen Moldoviţa und Roşoşa im damaligen österreichisch-ungarischen Kronland Bukowina. Er wurde vom Münchner Sägewerksbesitzer Louis Ortlieb erbaut und 1888 eröffnet. Ursprünglich fuhr die Bahn auf einer Spurweite von 800 Millimetern, 1909 wurde sie schließlich auf die Bosnische Spurweite von 760 Millimetern umgespurt. Im Laufe der Jahre entstand ein weit verzweigtes Streckennetz im Tal des Flusses Roșoșa. Ihre mit 73 Kilometern größte Ausdehnung erreichte die Waldbahn Moldovița 1987.
Neben der Forstwirtschaft ließen auch andere Unternehmen ihre Güter mit der Bahn transportieren. Die wirtschaftliche Situation war dadurch etwas besser als bei den übrigen rumänischen Waldbahnen. Dennoch musste die Strecke 2001 infolge eines Hochwassers eingestellt werden, die Baumstämme wurden fortan per Lastkraftwagen befördert. Diese wiederum beschädigten die Gleisanlagen beim Überqueren mehrfach. 
Das von der RG Holz Company betriebene Sägewerk in Vișeu de Sus erklärte 2004, die Bahn wieder in Betrieb zu nehmen, verwarf diese Pläne jedoch und setzte hier auf den Straßentransport. Die auf der Strecke eingesetzten Dampflokomotiven kamen zur Wassertalbahn, die Gleise wurden teilweise abgetragen. Georg Hocevar, der Eigentümer der Eisenbahnwerkstätte CFI (Calea Ferata Ingusta) in Brad, engagierte sich auch für die Waldbahn Moldoviţa. Dank seiner Initiative konnten im Sommer 2005 3,6 Kilometer wieder befahrbar gemacht, das heißt größtenteils mit gebraucht erworbenem Gleismaterial wieder aufgebaut werden. In weiteren Etappen wurde im Herbst 2009 der Streckenkilometer 6,3 und im Herbst 2011 der Streckenkilometer 10,5 erreicht. Seit 2009 verkehren in der Sommersaison, aber auch in den Weihnachtsferien, touristische Personenzüge nach dem Vorbild der Wassertalbahn. Eine Verlängerung der Strecke bis in den Ort Argel wurde im Spätherbst 2013 durchgeführt.  Im November 2017 wurde die Strecke zum ehemaligen CFR-Bahnhof Moldovita verlängert. Damit ist die Streckenlänge auf 12,7 Kilometer angewachsen.
Zum Einsatz vor den Touristenzügen kommt in der Regel die erst 1984 in Reghin gebaute Dampflokomotive 764-404R sowie die Lok 764.431 mit größtenteils von österreichischen Schmalspurbahnen stammenden Personenwagen.

## Galerie

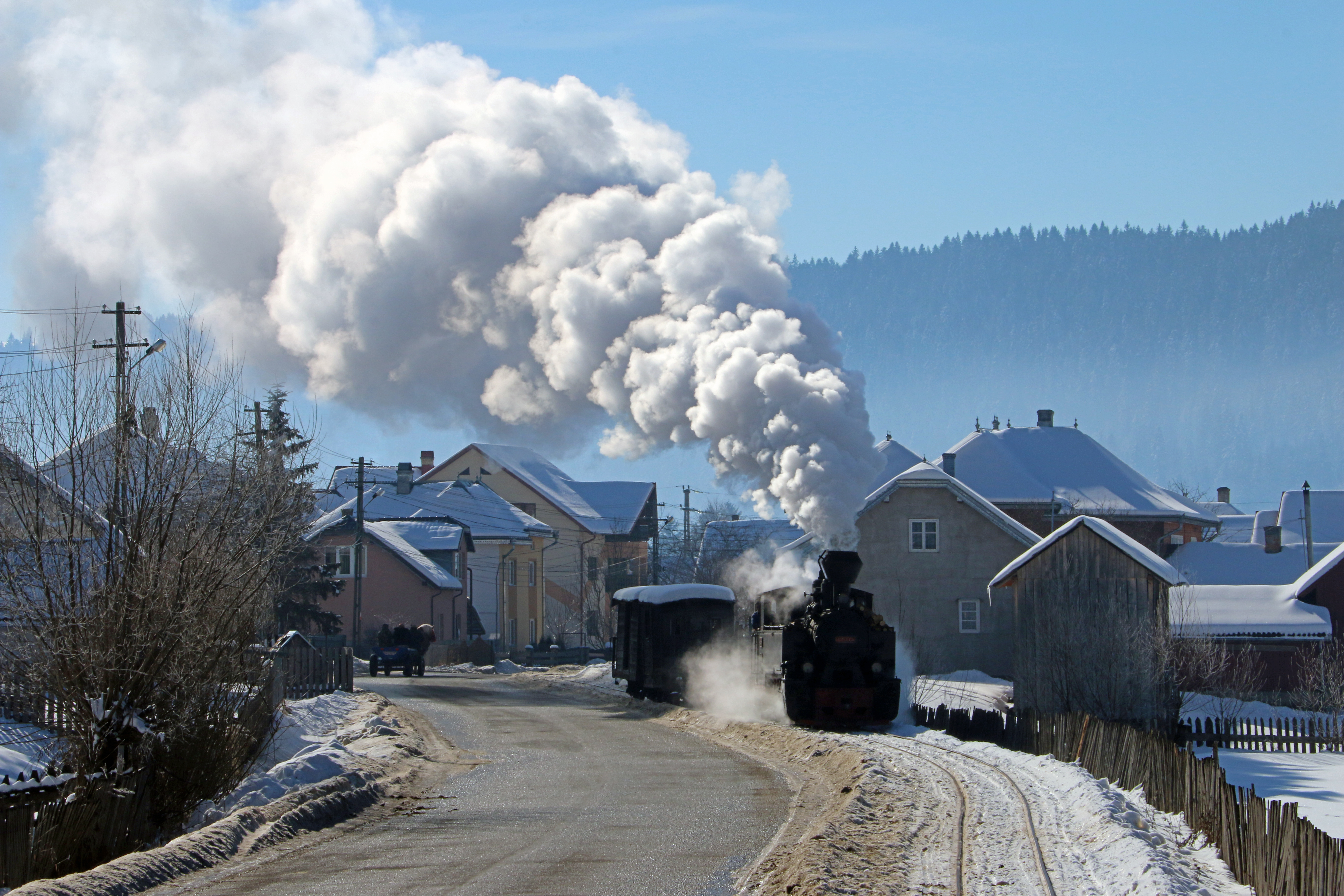
Sonderzug in Moldoviţa, Februar 2014
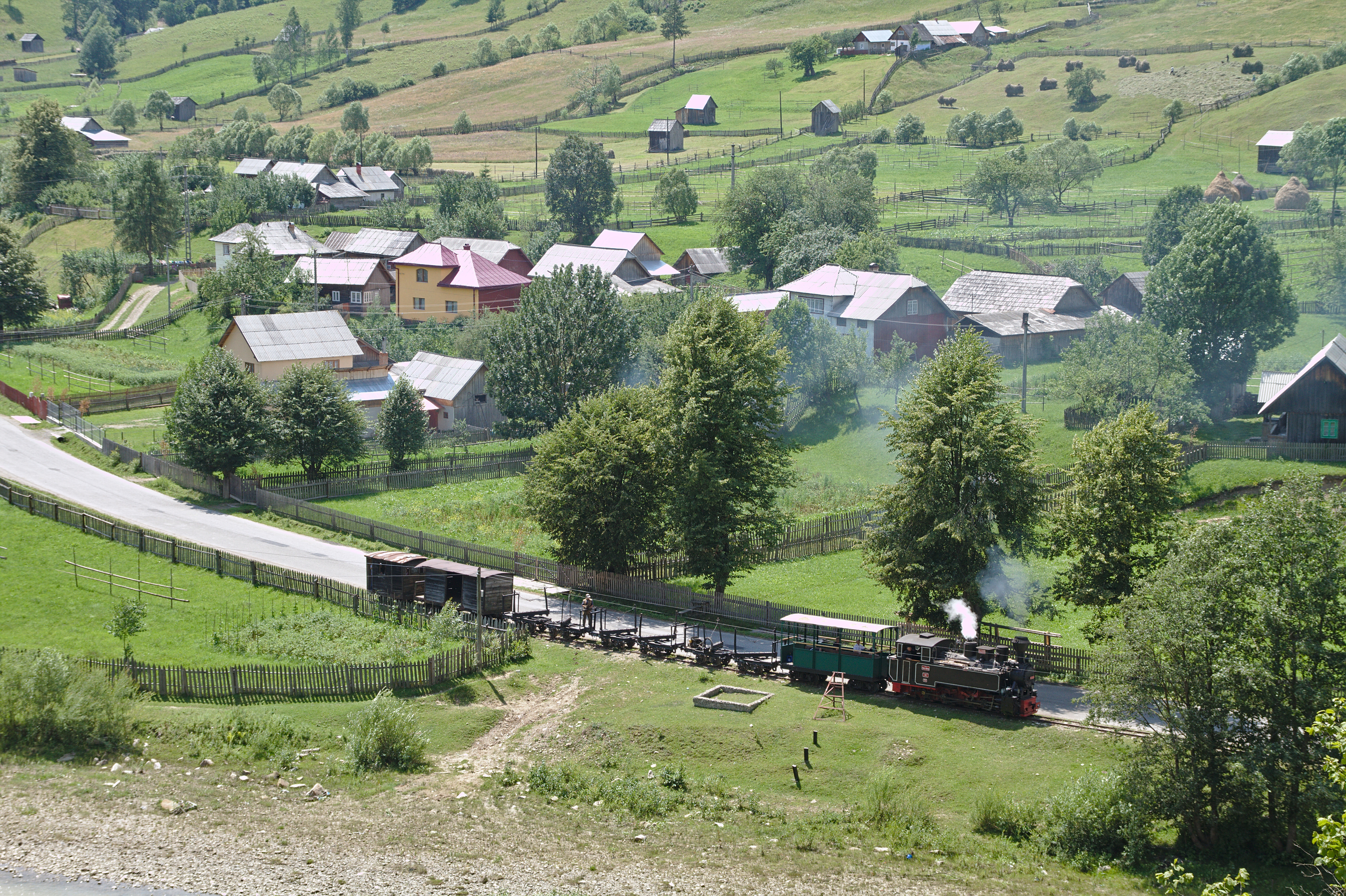
Fotogüterzug bei Raşca, Juli 2013
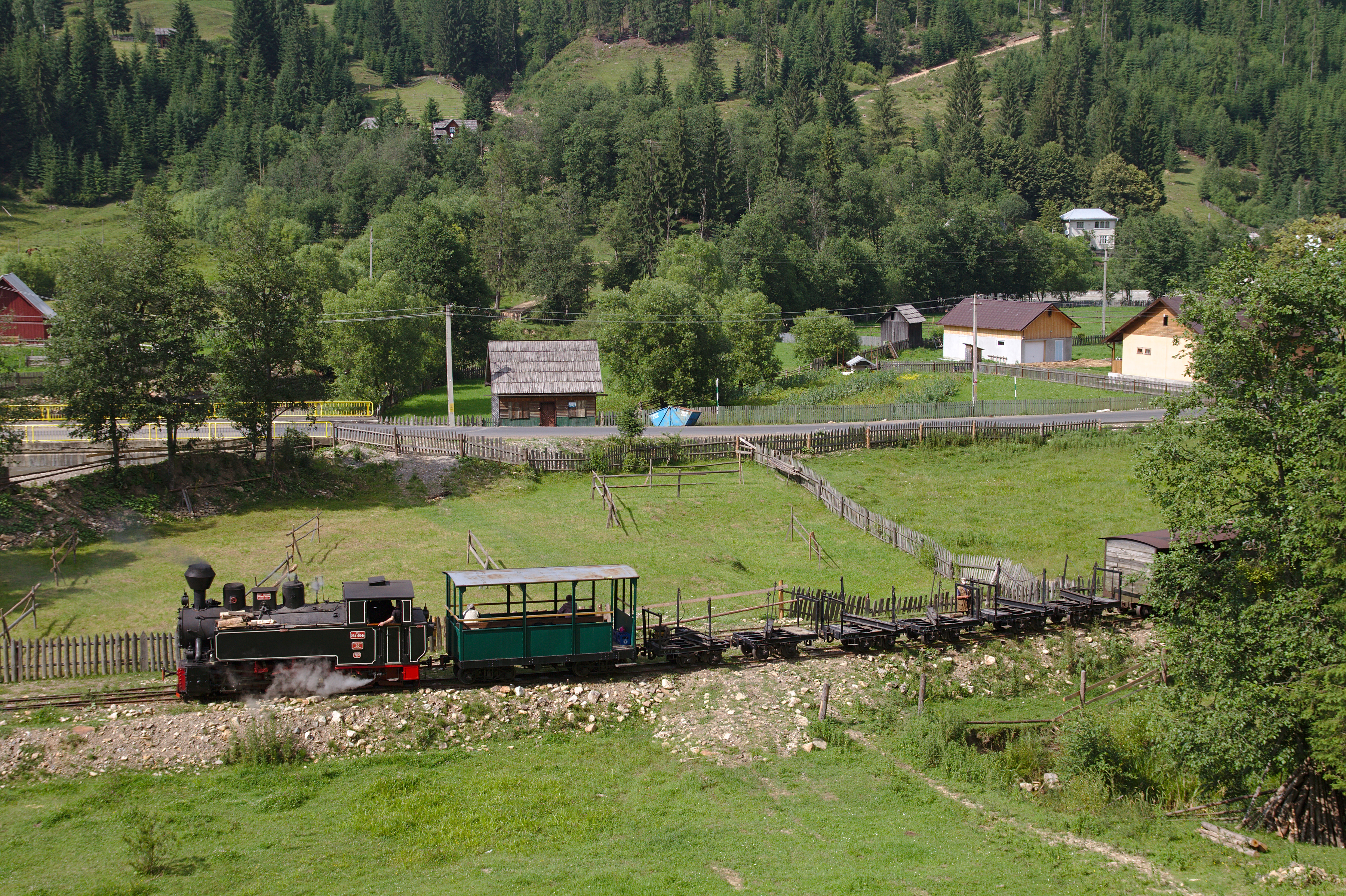
Die provisorische Endstelle am Ortsrand von Argel, Juli 2013
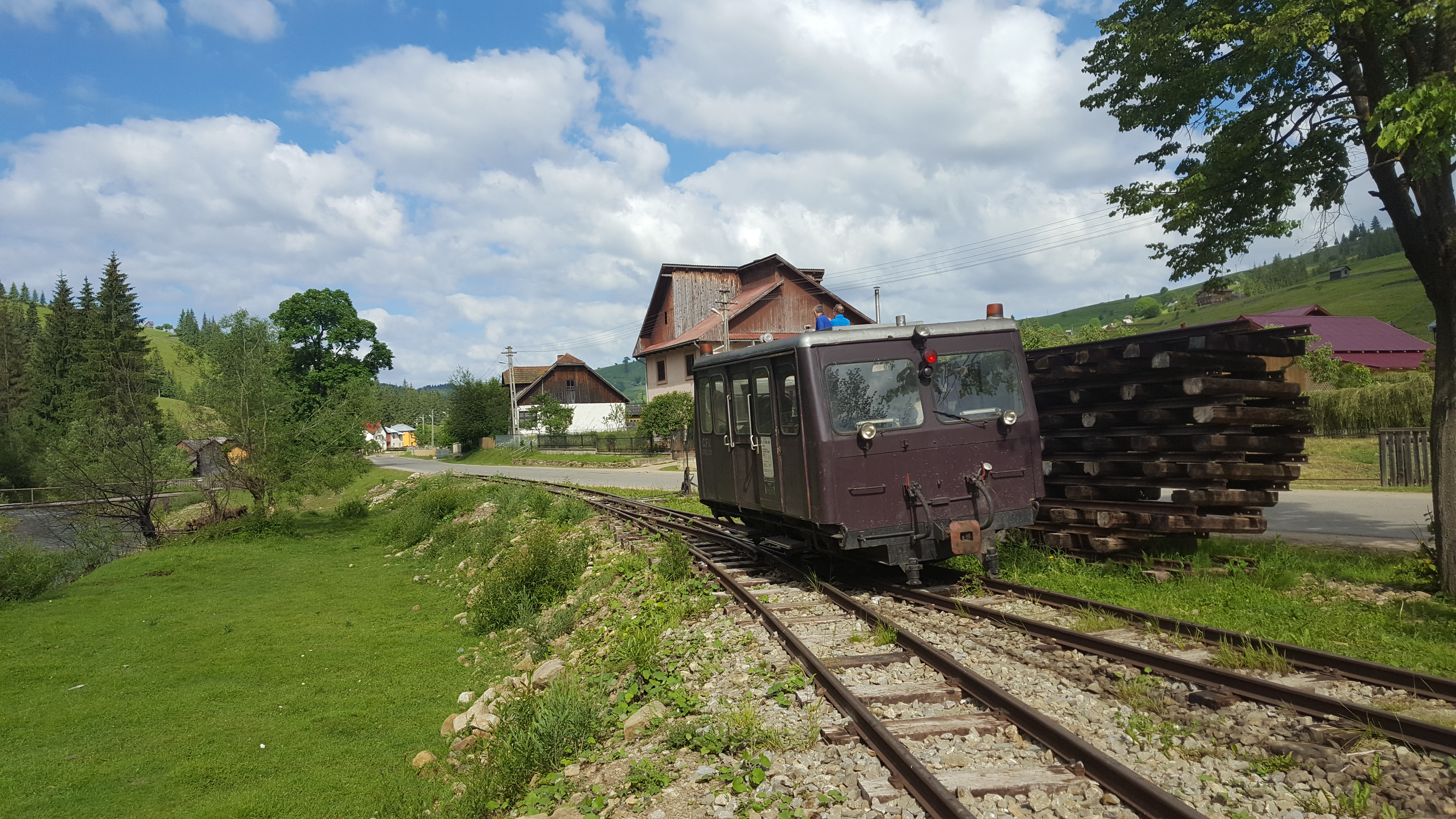
Draisine in der neuen Endstation in Argel, Juni 2016
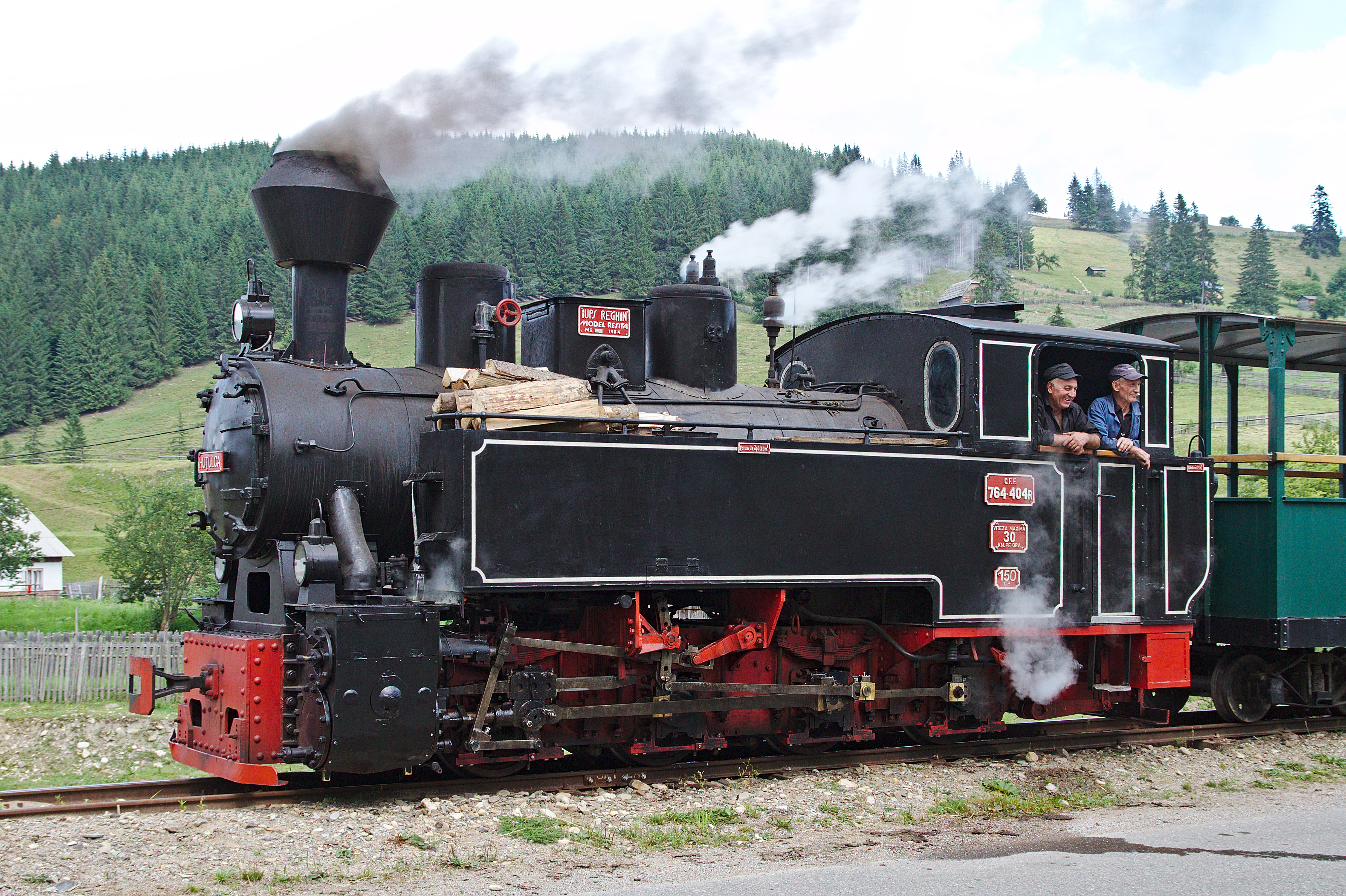
Lok 764-431 HUȚULCA bei Argel